# Erinaceophasma
Erinaceophasma is een geslacht van Phasmatodea uit de familie Phasmatidae. De wetenschappelijke naam van dit geslacht is voor het eerst geldig gepubliceerd in 2001 door Zompro.

## Soorten
Het geslacht Erinaceophasma omvat de volgende soorten:
- Erinaceophasma horridus (Brunner von Wattenwyl, 1907)
- Erinaceophasma recedens (Brunner von Wattenwyl, 1907)
- Erinaceophasma vepres